# رودنیچنی (آلماتی)
رودنیچنی (به قزاقی: Rudnichny) یک منطقهٔ مسکونی در قزاقستان است که در استان آلماتی واقع شده‌است.